# 162-es busz (Pécs)
A pécsi 162-es jelzésű autóbusz a rózsadombi lakótelep és a Belváros között teremtett közvetlen kapcsolatot gyorsjárat formájában. A reggeli és délutáni csúcsidőben közlekedett, reggel a Rózsadombról a Belvárosba, délután pedig a Belvárosból a Rózsadombra nyújtott közvetlen eljutási lehetőséget. Átlagosan 42 perc alatt tette meg a 16,3 km-es távot.
Iskolai előadási napokon 7.15-kor indult járat, amely a Főpályaudvar után az Árnyas út – Aidinger J. u. – Fagyöngy u. útvonalon 162 iskolajárat jelzéssel közlekedett.

## Története
1995. júniusától közlekedett, a délelőtti 107-es és a 62-es vonalak összevonásából. Később délelőtt és délután egyaránt közlekedett a 107-es és a 162-es is. 2006. szeptember 1-jétől a járat végállomása megváltozott, az összevont kertvárosi végállomásra került, amely a Sztárai Mihály úton található. 2010. június 16-a óta csak délelőtt közlekedett, a délutáni szerepét átvette a 72-es járat, majd  2013. június 17-e óta, a nyári menetrend bevezetésével a reggeli 162-es járatok is megszűntek.

## Útvonal
| Kertváros – Fagyöngy utca:                                                                                  | Fagyöngy utca – Belváros: | Belváros                                                                                    | Belváros-Kertváros                          |
| --- | --- | ------------------------------------------------------------------------------------------- | ------------------------------------------- |
| - Kertváros - Sztárai Mihály út - Nagy Imre út - Malomvölgyi út - Illyés Gyula utca - Fagyöngy utca forduló | - Fagyöngy utca forduló - Illyés Gyula utca - Malomvölgyi út - Nagy Imre út - Aidinger János út - Maléter Pál út - Siklósi út | - Alsómalom utca - Rákóczi út - Szabadság út - Indóház tér - Vasút utca - Kálvin János utca | - Siklósi út - II. János Pál út - Kertváros |

## Megállóhelyek
| sz. | megállóhely neve      | menetidő (perc) | menetidő (perc) | átszállási kapcsolatok                                                                                        | intézmények                                                |
| --- | --------------------- | --------------- | --------------- | --- | ---------------------------------------------------------- |
| 0   | Kertváros             | 0               | -               | 3, 6, 7, 107, 71, 72, 55, 55Y, 61, 61Y, 62, 63, 63Y, 161, 89, 89A                                             |                                                            |
| 1   | Csontváry utca        | 2               | -               | 1, 3, 6, 71, 72, 50, 55, 60, 61, 61Y, 62, 63, 63Y, 161, 89, 89A                                               | Apáczai Csere János Nevelési Központ                       |
| 2   | Gadó utca             | 5               | -               | 72, 62, 63, 63Y                                                                                               |                                                            |
| 3   | Illyés Gyula utca I.  | 6               | -               | 72, 62, 63, 63Y                                                                                               | Illyés Gyula Általános Iskola                              |
| 4   | Illyés Gyula utca II. | 7               | -               | 72, 62, 63, 63Y                                                                                               |                                                            |
| 5   | Fagyöngy utca         | 9               | 0               | 72, 62, 63, 63Y                                                                                               |                                                            |
| 6   | Illyés Gyula utca II. | -               | 1               | 72, 62, 63, 63Y                                                                                               |                                                            |
| 7   | Illyés Gyula utca I.  | -               | 2               | 72, 62, 63, 63Y                                                                                               | Illyés Gyula Általános Iskola                              |
| 8   | Gadó utca             | -               | 3               | 72, 62, 63, 63Y                                                                                               |                                                            |
| 9   | Csontváry utca        | -               | 6               | 1, 3, 6, 71, 72, 50, 55, 60, 61, 61Y, 62, 63, 63Y, 161, 89, 89A                                               | Apáczai Csere János Nevelési Központ                       |
| 10  | Sztárai Mihály út     | -               | 8               | 1, 7, 71, 72, 50, 55Y, 60                                                                                     | Árpád Fejedelem Gimnázium és Általános Iskola              |
| 11  | Aidinger út           | -               | 9               | 1, 7, 71, 72, 50, 55Y, 60                                                                                     |                                                            |
| 12  | Maléter Pál út II.    | -               | 11              | 6, 7, 71, M89, M89A                                                                                           |                                                            |
| 13  | Bőrgyár               | -               | 14              | 3, 6, 7, 71, 72, 50, 41, 42, 60, 161                                                                          | Bőrgyár, Pannon Volán telephely                            |
| 14  | Autóbusz-állomás      | -               | 16              | 3, 6, 7, 71, 72, 60, 161                                                                                      | Távolsági autóbusz-állomás, Árkád, Vásárcsarnok            |
| 15  | Árkád                 | -               | 18              | 2, 2A, 3, 4, 6, 7 71, 72, 20, 20A, 27, 31, 31A, 38, 38A, 39, 40, 43, 113Y, 114, 115, 161                      | Árkád, Konzum áruház, Anyakönyvi Önkormányzat, APEH, Skála |
| 16  | Zsolnay-szobor        | -               | 21              | 2, 2A, 3, 4, 6, 7, 71, 72, 20, 20A, 27, 31, 31A, 34, 35, 35A 36, 37, 38, 38A, 39, 40, 43, 113Y, 114, 115, 161 | Postapalota, OTP, ÁNTSZ, Megyei Bíróság, Zsolnay-szobor    |
| 17  | Főpályaudvar          | -               | 23              | 3, 4, 6, 7, 71, 72, 30, 31, 31A, 32, 33, 34, 35, 35A, 36, 37, 38, 38A, 39, 40, 41, 42, 43, 44, 50, 161        | Vasútállomás, MÁV Területi Igazgatósága, Autóbusz-állomás  |
| 18  | Kertváros             | -               | 32              | 3, 6, 7, 71, 72, 55, 55Y, 61, 61Y, 62, 63, 63Y, 161, 89, 89A                                                  |                                                            |